# Tiga Dolok
Tiga Dolok is een bestuurslaag in het regentschap Simalungun van de provincie Noord-Sumatra, Indonesië. Tiga Dolok telt 1795 inwoners (volkstelling 2010).